# Entre-deux-Eaux
Entre-deux-Eaux és un municipi francès, situat al departament dels Vosges i a la regió del Gran Est. L'any 2007 tenia 465 habitants.

## Demografia

### Població
El 2007 la població de fet d'Entre-deux-Eaux era de 465 persones. Hi havia 176 famílies, de les quals 40 eren unipersonals (16 homes vivint sols i 24 dones vivint soles), 64 parelles sense fills, 68 parelles amb fills i 4 famílies monoparentals amb fills.
La població ha evolucionat segons el següent gràfic:
Habitants censats

### Habitatges
El 2007 hi havia 228 habitatges, 185 eren l'habitatge principal de la família, 26 eren segones residències i 16 estaven desocupats. 220 eren cases i 8 eren apartaments. Dels 185 habitatges principals, 165 estaven ocupats pels seus propietaris, 15 estaven llogats i ocupats pels llogaters i 5 estaven cedits a títol gratuït; 1 tenia una cambra, 4 en tenien dues, 20 en tenien tres, 37 en tenien quatre i 123 en tenien cinc o més. 148 habitatges disposaven pel capbaix d'una plaça de pàrquing. A 58 habitatges hi havia un automòbil i a 113 n'hi havia dos o més.

### Piràmide de població
La piràmide de població per edats i sexe el 2009 era:
| Homes | Edats   | Dones |
| ----- | ------- | ----- |
| 0     | 95 o +  | 0     |
| 0     | 90 a 94 | 4     |
| 4     | 85 a 89 | 0     |
| 0     | 80 a 84 | 0     |
| 0     | 75 a 79 | 4     |
| 12    | 70 a 74 | 16    |
| 8     | 65 a 69 | 8     |
| 16    | 60 a 64 | 20    |
| 8     | 55 a 59 | 4     |
| 28    | 50 a 54 | 24    |
| 20    | 45 a 49 | 32    |
| 28    | 40 a 44 | 16    |
| 8     | 35 a 39 | 8     |
| 8     | 30 a 34 | 16    |
| 12    | 25 a 29 | 0     |
| 8     | 20 a 24 | 32    |
| 32    | 15 a 19 | 16    |
| 12    | 10 a 14 | 16    |
| 12    | 5 a 9   | 8     |
| 4     | 0 a 4   | 4     |

## Economia
El 2007 la població en edat de treballar era de 322 persones, 239 eren actives i 83 eren inactives. De les 239 persones actives 222 estaven ocupades (124 homes i 98 dones) i 16 estaven aturades (8 homes i 8 dones). De les 83 persones inactives 37 estaven jubilades, 26 estaven estudiant i 20 estaven classificades com a «altres inactius».

### Ingressos
El 2009 a Entre-deux-Eaux hi havia 209 unitats fiscals que integraven 523 persones, la mediana anual d'ingressos fiscals per persona era de 18.215 €.

### Activitats econòmiques
Dels 10 establiments que hi havia el 2007, 1 era d'una empresa de fabricació d'altres productes industrials, 3 d'empreses de construcció, 4 d'empreses de comerç i reparació d'automòbils, 1 d'una empresa d'hostatgeria i restauració i 1 d'una empresa immobiliària.
Dels 4 establiments de servei als particulars que hi havia el 2009, 1 era un taller de reparació d'automòbils i de material agrícola, 1 paleta, 1 fusteria i 1 empresa de construcció.
L'any 2000 a Entre-deux-Eaux hi havia 10 explotacions agrícoles que ocupaven un total de 375 hectàrees.

## Poblacions més properes
El següent diagrama mostra les poblacions més properes.